# Бодайбо (город)
Бодайбо́ — город (с 1903) в России, административный центр Бодайбинского района Иркутской области. Центр Бодайбинского муниципального образования.
Город расположен на правом берегу Витима у впадения в него реки Бодайбо в 1 095 км к северо-востоку от Иркутска.

## Этимология
Поселение получило своё название от одноимённой реки — Бодайбо. Сам же гидроним Бодайбо предположительно восходит к эвенкийскому языку со значением «это место».

## История
Город Бодайбо основан в 1863 году как приисковая Бодайбинская резиденция, обслуживающая прииски, находящиеся в бассейне р. Бодайбо (Благовещенский, Иннокентьевский, Ивановский и др.), когда годом ранее поисковая партия иркутского купца Михаила Сибирякова обнаружила в бассейне реки Бодайбо золотоносную россыпь. 10 июня (23 июня) 1903 года в Петербурге по ходатайству жителей Бодайбинской резиденции Николай II подписал указ о присвоении посёлку Бодайбинские резиденции статуса города.
- С 1895 по 1967 годы Бодайбо был отправной станцией узкоколейной Бодайбинской железной дороги.
- В 1912 году в районе Бодайбо произошёл массовый расстрел забастовки на приисках.
- В 1915 году национализация хозяйственной деятельности на приисках была полностью парализована, район оказался отрезанным от снабжающих центров, и как результат, добыча золота к 1921 г. сократилась в десятки раз и не превышала 2,5 % дореволюционного уровня.[5]
- В 1925 году правительство СССР заключает концессионный договор с английской компанией «Лена Голдфилдс лимитед», которая уже в 1926 г. увеличила золотодобычу до 9,6 т, что составило 58 % дореволюционного уровня.
- В 1925 году статус города был вновь подтверждён.

## Климат
В Бодайбо резко континентальный климат с продолжительной морозной зимой и коротким жарким летом. Летом температура воздуха в Бодайбо может достигать почти 40 °C, что является уникальным случаем для столь высокой широты несколько южнее 58° градусов или на 122 километра севернее Москвы-в июне до +39.6° и в июле до +38.6°, в точности как на Московской метеостанции ТСХА. После конца июля, как и в Северном Забайкалье, вероятность сильной жары постепенно снижается. В июле заморозков за всю базу наблюдений не отмечалось. Бодайбо является самым северным городом России, где отмечались округлённые летние +40° — севернее зоны с такой температурой в 2010 году на её Европейской части. В январе средняя температура доходит почти до −30° по новой норме, а в декабре возможен мороз ниже −52° и в январе ниже −55°- абсолютный минимум января ровно между Томском и Сургутом. В январе средний ночной минимум опускается практически до −35, а средний дневной максимум не превышает −26, а в декабре −24, по зимнему температурному режиму Бодайбо весьма похож на самые тёплые зимой районы Якутии, такие как Ленск и Вилюйск.
Город Бодайбо приравнен к районам Крайнего Севера.
| Показатель                                | Янв.  | Фев.  | Март  | Апр.  | Май   | Июнь | Июль | Авг. | Сен. | Окт.  | Нояб. | Дек.  | Год   |
| ----------------------------------------- | ----- | ----- | ----- | ----- | ----- | ---- | ---- | ---- | ---- | ----- | ----- | ----- | ----- |
| Абсолютный максимум, °C                   | 3,3   | 4,5   | 11,8  | 21,2  | 32,7  | 39,6 | 38,6 | 36,6 | 28,7 | 19,1  | 10,3  | 4,2   | 39,6  |
| Средний суточный максимум, °C             | −26   | −20,9 | −7    | 4,3   | 13,4  | 22,8 | 25,8 | 22,2 | 13,2 | 0,9   | −14,1 | −24,2 | 1,2   |
| Средняя температура, °C                   | −29,9 | −26,6 | −15,1 | −2,5  | 6,4   | 14,5 | 17,9 | 14,7 | 6,8  | −3,2  | −18,3 | −27,7 | −5,1  |
| Средний суточный минимум, °C              | −34,6 | −32,2 | −22,6 | −8,6  | −0,1  | 7,2  | 11,4 | 9,3  | 2,7  | −6,5  | −22,5 | −32,1 | −10,7 |
| Абсолютный минимум, °C                    | −55,1 | −51,4 | −46,7 | −33,7 | −14,3 | −3,7 | 0,5  | −1,8 | −8,9 | −32,9 | −45,3 | −52,1 | −55,1 |
| Норма осадков, мм                         | 21,7  | 12,6  | 9,4   | 15,9  | 36,5  | 67,5 | 84,3 | 80,2 | 54,6 | 28,5  | 28,2  | 25    | 464,4 |
| Источник: Thermo Karelia.Ru World Climate |       |       |       |       |       |      |      |      |      |       |       |       |       |

## Население
| 1931    | 1939    | 1959    | 1970    | 1979    | 1989    | 1992    | 1996    | 1998    |
| ------- | ------- | ------- | ------- | ------- | ------- | ------- | ------- | ------- |
| 3500    | ↗15 100 | ↗18 226 | ↘13 898 | ↗14 411 | ↗20 939 | ↗21 700 | ↘19 800 | ↘18 700 |
| 2000    | 2001    | 2002    | 2003    | 2005    | 2006    | 2007    | 2008    | 2009    |
| ↘17 700 | ↘17 500 | ↘16 504 | ↘16 500 | ↘16 000 | ↘15 700 | ↘15 500 | ↘15 200 | ↘14 821 |
| 2010    | 2011    | 2012    | 2013    | 2014    | 2015    | 2016    | 2017    | 2018    |
| ↗15 340 | ↘15 286 | ↘14 859 | ↘14 408 | ↘14 176 | ↘13 896 | ↘13 419 | ↘13 104 | ↘12 316 |
| 2019    | 2020    | 2021    |         |         |         |         |         |         |
| ↘11 931 | ↗11 982 | ↘8921   |         |         |         |         |         |         |

На 1 января 2025 года по численности населения город находился на 1000-м месте из 1124 городов Российской Федерации.

## Экономика
- Мамаканская ГЭС;
- ОАО «Витимжилстрой»;
- предприятия пищевой промышленности.

Крупнейшие существующие золотодобывающие компании:
- ПАО «Высочайший»;
- ОАО «Лензолото»;
- ЗАО «Артель старателей „Витим“»;
- АО «Полюс Вернинское» (до 2016 — ОАО «Первенец»).

## Культура
В 1980 году в бывшем особняке купца Якова Фризера был открыт Бодайбинский городской краеведческий музей имени В. Ф. Верещагина. Собрание музея насчитывает 12 тысяч предметов, а экспозиция музея знакомит посетителей с историей начального периода в освоении района, событиями 1912 года — Ленском расстреле.

## Достопримечательности
- Паровоз-памятник Гр-352
- Православный храм Рождества Христова
- Памятник золотодобытчикам Бодайбинского района
- Памятник географу П. А. Кропоткину (п. Кропоткин)
- Бюст Героя Советского Союза Евгения Пепеляева
- Памятник Владимиру Ильичу Ленину
- Мамаканская ГЭС

## Транспорт
В городе действует аэропорт.
В 2007 году с большими недоделками сдана в эксплуатацию грунтовая дорога до ближайшей железнодорожной станции Таксимо на БАМе. С автовокзала города регулярно отправляются автобусы в Таксимо. По настоящее время дорога заканчивается недостроенным мостом через реку Витим. Поэтому автомобильное сообщение с городом носит сезонный характер (летом действует паромная переправа, зимой — ледовая). В 2017 директор ОГКУ «Дирекция автодорог» Иркутской области Иван Клочихин сообщил, что мост через реку Витим будет построен до 2025 года. В 2024 году ОГКУ «Дирекция автодорог» Иркутской области объявило тендер на строительство моста.

## В культуре
- Бодайбо упоминается в песне Владимира Высоцкого с одноимённым названием[28]: «А меня в товарный и на восток, и на прииски в Бодайбо…»
- Также Высоцкий упоминает[29] Бодайбинский район в песне «Про речку Вачу и попутчицу Валю»[30].
- В 2005 году при открытии фабрики ОАО «Высочайший» была исполнена песня «На прииск Высочайший», написанная Сергеем Трофимовым[31] в честь этого события. Она получила широкую известность среди старателей и рабочих.

## СМИ

### Цифровые эфирные каналы
Весь 20 каналов для мультиплекса РТРС-1 и РТРС-2; Пакет радиоканал, включает: Вести FМ, Радио Маяк, Радио России / ГТРК Иркутск.
Пакет телеканалов РТРС-1 (телевизионный канал 51, частота 714 МГц), включает: Первый Канал, Россия 1 / ГТРК Иркутск, Матч ТВ, НТВ, Пятый Канал, Россия К, Россия 24 / ГТРК Иркутск, Карусель, ОТР, ТВЦ.
Пакет телеканалов РТРС-2 (телевизионный канал 58, частота 770 МГц), включает: РЕН ТВ, Спас, СТС, Домашний, ТВ-3, Пятница!, Звезда, Мир, ТНТ, МУЗ-ТВ.

### FM-радиостанции
- 66,20 УКВ — Радио Маяк (Молчит)
- 66,98 УКВ — Радио России / ГТРК Иркутск (Молчит)
- 102,0 FM — Бодайбо FМ
- 103,4 FM — Пионер FM
- 103,8 FM — Авторадио
- 104,3 FM — Радио России / ГТРК Иркутск